# Карл Міхаель Мекленбурзький
Герцог Карл Міхаель Вільгельм Август Александер Мекленбурзький (нім. Carl Michael Wilhelm August Alexander Herzog zu Mecklenburg), також відомий як герцог Михайло Георгійович Мекленбург-Штреліцький (рос. Герцог Михаи́л Гео́ргиевич Мекленбург-Стрелицкий; 17 червня 1863, Оранієнбаум, Російська імперія — 6 грудня 1934, Ремплін, Третій Рейх) — представник російської гілки Мекленбурзького дому, останній приватний власник Оранієнбаума та інших маєтків свого діда Михайла Павловича. Після 1918 року — спадкоємець скасованого Великого герцогства Мекленбург-Штреліцького. Генерал-лейтенант російської служби (02.07.1908).

## Біографія
Молодший син великої княгині Катерини Михайлівни і герцога Георга Августа Мекленбург-Штреліцького. Дитинство Михайла Георгійовича пройшло в Михайлівському палаці, де повноправною господинею була його бабуся, велика княгиня Олена Павлівна, вдова молодшого сина імператора Павла I, великого князя Михайла.
Навчався в Страсбурзькому університеті (доктор філософії), служив у російській армії, досягнувши в 1908 році чину генерал-лейтенанта. Михайло Георгійович обіймав посаду начальника Першого армійського корпусу, а потім перебував у розпорядженні військового міністра Росії.

Зі своїм старшим братом, герцогом Георгом, Михайло був у великій дружбі. Обидва були тонкими цінителями мистецтва і збирачами художніх цінностей. нерідко спільно брали участь у проведених виставках.

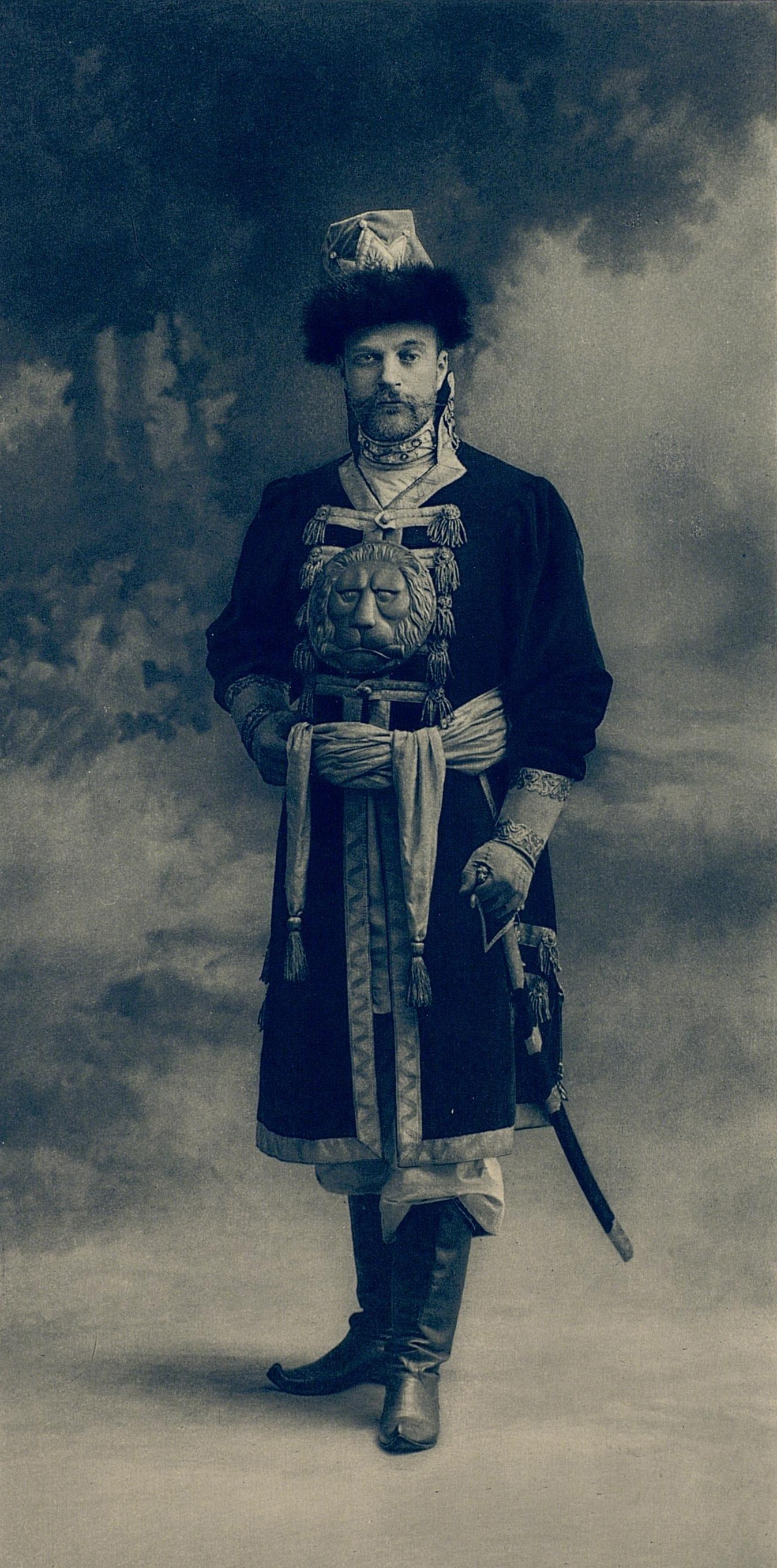
Карл Міхаель на костюмованому балу 1903 року.

24 червня 1914 року, через два тижні після смерті свого кузена великого герцога Адольфа Фрідріха V (1848—1914), Карл-Міхаель написав новому герцогу Адольфу Фрідріху VI (1882—1918), проінформувавши його, що відмовляється від спадкових прав на престол. Народившись в Росії і належачи до російської армії, завідуючи справами свого покійного брата, Михайло Георгійович бажав прийняти російське підданство і залишитися назавжди в Росії. 25 липня 1914 року великий герцог підписав свідоцтво про звільнення герцога Михайла з Мекленбург-Штреліцького підданства при збереженні герцогського титулу. Цей документ Михайло Георгійович отримав напередодні оголошення війни Росії Німеччиною (31 липня 1914). Через тиждень виданий указ про надання герцогу російського підданства.
Події 1917 року змінили подальшу долю герцога. Відразу ж після Лютневої революції, як родич Романових і офіцер гвардійської легкої артилерії, генерал-лейтенант герцог Михайло Георгійович Мекленбург-Штреліцький був 13 квітня 1917 звільнений від служби, за хворобою, з правом носіння мундиру. З приходом до влади більшовиків, рятуючись від терору, Михайло Георгійович змушений був з сестрою Оленою і сім'єю брата покинути спочатку Санкт-Петербург, а потім і Росію. Все майно мекленбурзької сім'ї було націоналізовано.
У 1919 році фактично без засобів до існування Михайло з родиною деякий час проживав в Англії, а потім разом з сестрою перебрався в Мекленбург, де оселився в родинному маєтку в Ремпліні. Там він жив до кінця своїх днів. Помер герцог Михайло Георгійович 6 грудня 1934 року на мекленбурзькій землі, там і був похований під скромним лютеранським хрестом. Родовий замок Ремплін був спалений нацистами.

## Спадкоємці
Коли в 1909 році несподівано помер старший брат герцог Георгій Георгійович, Михайло Георгійович взяв на себе турботи про його родину. Сам він так і не одружився, спадкоємців не мав і все життя присвятив вдові брата і його осиротілим дітям.
23 лютого 1918 року помер бездітний великий герцог Адольф Фрідріх VI. Михайло Георгійович, який також не мав потомства, залишився єдиним представником дому Мекленбург-Штреліц по чоловічій лінії. Замислюючись про продовження династії, Михайло Георгійович в 1928 році усиновив свого племінника від морганатичного шлюбу брата Георгія Георгійовича і Наталії Федорівни Вонлярлярської — Георгія Георгійовича (1899-1963), який став носити титул герцога Мекленбурзького і графа фон Карлова.

## Військові звання
- Прапорщик (25.07.1870)
- Підпоручик гвардії (08.04.1884)
- Поручик (01.01.1885)
- Штабс-капітан (30.08.1892)
- Капітан (06.12.1894)
- Полковник (06.12.1895)
- Генерал-майор (03.03.1904)
- Генерал-лейтенант (02.07.1908)

## Нагороди
- Орден Вендської корони, великий хрест в золоті з рудою (1880)
- Орден Білого Сокола, великий хрест (1890)
- Орден дому Саксен-Ернестіне, великий хрест (1892)
- Орден Корони королівства Бухари 1-го класу (1894)

### Нагороди Російської імперії
- Орден Святого Володимира
  - 4-го ступеня (1890)
  - 3-го ступеня (1898)
  - 2-го ступеня (1911)
- Орден Андрія Первозванного (1904)
- Орден Святого Олександра Невського (1904)
- Орден Білого Орла (1904)
- Орден Святої Анни 1-го ступеня (1904)
- Орден Святого Станіслава 1-го ступеня (1904)
- Орден Святого Георгія 4-й ступеня (30 січня 1915) — «За те, що під час боїв під фортецею Івангород з 9 по 14 жовтня 1914 року, нехтуючи явною небезпекою для життя, особисто керував в сфері ворожого вогню ростачанням патронами піхоти і артилерії Гвардійського корпусу і своїми розпорядженнями забезпечив безперервність вогню наших бойових ліній, чим значно сприяв загальному успіху операції.»
- Георгіївська зброя (11 травня 1915)